# Puccinia lactucarum
Puccinia lactucarum är en svampart som beskrevs av P. Syd. 1900. Puccinia lactucarum ingår i släktet Puccinia och familjen Pucciniaceae.   Inga underarter finns listade i Catalogue of Life.